# Liliales
Liliales es un taxón de plantas perteneciente a la categoría taxonómica de orden, utilizado en sistemas de clasificación modernos como el sistema de clasificación APG III del 2009 y el APWeb, y está circunscripto obligadamente al menos por la familia Liliaceae. Liliales es un orden largamente reconocido, pero no necesariamente delimitado como en los sistemas de clasificación mencionados. Liliales tradicionalmente fue un orden difícil de circunscribir y de dividir en familias, ya que sus caracteres no se dan en patrones que delimiten grupos claramente, y anteriormente se ubicaba dentro de un muy amplio Liliales a muchas monocotiledóneas con tépalos vistosos y sin almidón en el endosperma, que hoy están distribuidas en Liliales, Dioscoreales y Asparagales. La circunscripción actual está avalada por los análisis moleculares de ADN que indican que el orden como aquí definido es monofilético. Está ubicado dentro de la clase Liliopsida (=monocotiledóneas). El orden como actualmente circunscripto incluye 10 familias.
Los miembros representativos de este orden son principalmente herbáceas, aunque también se dan lianas y arbustos con órganos que almacenan alimento, como cormos o rizomas, e incluso hierbas sin clorofila y micoheterotróficas (Corsiaceae).

## Descripción
Introducción teórica en Terminología descriptiva de las plantas
El grupo consta principalmente de geófitas que llevan hojas elípticas con la venación fina reticulada. Las sinapomorfías que sustentan a este grupo incluyen los nectarios principalmente en la base de los tépalos o de los filamentos, los nectarios septales que casi siempre faltan, las anteras extrorsas (que abren hacia afuera de la flor) y la frecuente presencia de puntos en los tépalos, que suelen ser grandes. La epidermis externa del tegumento de la semilla tiene una estructura celular y no tiene fitomelaninas (una costra negra), la parte interna del tegumento de la semilla (tegmen) también tiene estructura celular, las dos son plesiomórficas (véase también Stevenson et al. 2000, Rudall et al. 2000a).
El grupo incluye algunas especies con los genomas más grandes entre las plantas angiospermas (Soltis et al. 2003b, en algunas Melanthiaceae, Liliaceae y Alstroemeriaceae ver Leitch et al. 2005).
Además, las plantas de este orden poseen fructanos en el tallo, ácido chelidónico, presentan saponinas, en algunas especies hay velamen, en otras hay ceras cuticulares como plaquetas paralelas, la base de las hojas no es envainadora, la inflorescencia es terminal, hay muchos óvulos tenuinucelados por carpelo, presentan cofia nucelar ("nucellar cap "), el estilo largo, el estigma capitado, el perianto deciduo, el endosperma con células con gruesas paredes hemicelulósicas, y sin la presencia del gen mitocondrial sdh3.
Melanthiaceae, Liliaceae, Colchicaceae, al igual que Corsiaceae (Rudall y Eastman 2002) tienen tépalos con tres trazas foliares (o sea, presentan tres haces vasculares conectados con el sistema vascular central del tallo). Smilacaceae, en cambio, tiene tépalos con una sola traza foliar.

## Ecología
Las numerosas especies que conforman este orden se distribuyen en todo el mundo.
Muchas Liliales suelen poseer micorrizas de tipo Paris (F. A. Smith y Smith 1997).

## Diversidad
La diversidad taxonómica de las monocotiledóneas está presentada en detalle por Kubitzki (1998, 2006).
A continuación la lista de la diversidad de Liliales. Las descripciones son deliberadamente incompletas. Para más información siga los enlaces.
| Las corsiáceas, distribuidas en el sur de China, el sur de Sudamérica, y en Papuasia a Australia, son hierbas sin clorofila, micoheterotróficas, con hojas con vainas cerradas y flores de simetría bilateral grandes, terminales, solitarias. Las flores poseen la pieza media del verticilo externo del perianto más grande que el resto de los tépalos, es llamado labelo y su posición es adaxial. Sus 6 estambres son extrorsos y el ovario es ínfero. |

| Las campinematáceas, de Nueva Caledonia y Australia, poseen la base de las hojas fibrosa persistente, las hojas sin la venación reticulada fina, de base envainadora, el androceo adnato a la base de los tépalos, el perianto alargado, persistente, las semillas angulosas con embrión diminuto. De los dos géneros que componen a la familia, Campynemanthe tiene una inflorescencia subumbelada, el ovario un poco súpero, y el ápice de la hoja dentado; Campynema tiene anteras extrorsas, células del tapete multinucleadas, y el ovario ínfero. |

| Las melanthiáceas, distribuidas en regiones templadas del Hemisferio Norte, especialmente en el este de Asia y el este de Norteamérica (con conexiones hasta Perú), constan de 16 géneros de los que se pueden distinguir 5 grupos distintivos morfológicamente, entre los que se encuentran géneros como Trillium (anteriormente en Trilliaceae). Poseen hojas siempreverdes, de base envainadora, la inflorescencia racimosa, 3 o 4 tépalos, estilos separados y el estigma seco, el perianto persistente en el fruto, el embrión pequeño. |

| Las petermanniáceas, con su única especie Petermannia cirrosa, están distribuidas en la parte central de la costa este de Australia, donde son raras. Son enredaderas leñosas rizomatosas con hojas pecioladas con venación reticulada y zarcillos opuestos a las hojas. Las flores pequeñas, que nacen en inflorescencias cimosas, tienen un ovario ínfero y el fruto es carnoso. La inflorescencia y los zarcillos son terminales, pero se vuelven opuestos a las hojas a medida que son desalojados por el fuerte crecimiento de un brote axilar. |

| Las colchicáceas, de regiones templadas a tropicales pero ausentes en Sudamérica, son geófitas con cormos o rizomas que pueden ser reconocidas por sus flores bastante largas con seis tépalos usualmente libres, cada uno más o menos envolviendo a un estambre, y con nectarios en la superficie de arriba o hacia la base de los tépalos, y un ovario súpero. Se dividen en 6 tribus. |

| Las alstroemeriáceas, distribuidas en zonas templadas y tropicales de Sudamérica, América Central, Nueva Zelanda y Australia pueden ser reconocidas por sus hojas espiraladas que están giradas en la base por lo que están más o menos "boca abajo" y tienen láminas bastante amplias. La tribu Alstroemerieae presenta flores grandes y de simetría bilateral y poseen la pieza media del verticilo externo del perianto adaxial (por lo que también las flores están "boca abajo"), y su ovario es ínfero. La tribu Luzuriageae está distribuida desde Perú a Tierra del Fuego, en las islas Malvinas y Nueva Zelanda y Australia, posee sólo 2 géneros y 5 especies. Son trepadoras con tallos más o menos leñosos y pueden ser reconocidas por sus flores blancas polisimétricas con tépalos de colores lisos y ovario súpero. |

| Las ripogonáceas, con su único género Rhipogonum, están distribuidas en el este de Australia y Nueva Zelanda a Nueva Guinea. Las ripogonáceas son trepadoras que muchas veces tienen tallos espinosos, pero sin zarcillos. Las hojas son muchas veces opuestas, pecioladas, y con una lámina que tiene 3 venas longitudinales fuertes y venación fina reticulada. Las flores son más bien pequeñas e indistintas, el fruto es una baya. |

| Las filesiáceas, distribuidas en el sur de Chile, son arbustos bastante leñosos o enredaderas, con hojas pecioladas, y flores grandes y péndulas, el fruto es una baya. |

| Las smilacáceas, distribuidas en regiones pantropicales a templadas, son muchas veces trepadoras espinosas. Las hojas son espiraladas y pecioladas, poseen zarcillos pareados peciolares, y la lámina tiene muchas venas fuertes longitudinales y venación fina reticulada. Las flores son bastante pequeñas, típicas de monocotiledóneas, en inflorescencias umbeladas, el fruto es una baya. |

| Las liliáceas, como circunscriptas en la actualidad, están distribuidas en regiones templadas del Hemisferio Norte, especialmente el este de Asia y Norteamérica. Son geófitas más o menos bulbosas que pueden ser reconocidas por sus flores grandes con seis tépalos libres y muchas veces punteadas, seis estambres extrorsos, y un ovario súpero. |

## Historia de la circunscripción del orden
Muchas de las familias actualmente tratadas dentro de Dioscoreales, Asparagales, y Liliales fueron antes consideradas dentro de un más amplio Liliales (Cronquist 1981, Thorne 1992), como las monocotiledóneas petaloideas, un "grupo" caracterizado por flores con tépalos vistosos y sin almidón en el endosperma. Cronquist (1981) ubicó a la mayoría de las monocotiledóneas petaloideas con flores de 6 estambres en un muy amplio (y ahora sabemos que ampliamente polifilético) Liliaceae. Otros han dividido las monocotiledóneas petaloideas con 6 estambres en Liliaceae, incluyendo especies con un ovario súpero, y Amaryllidaceae, incluyendo especies con un ovario ínfero (Lawrence 1951). Esta separación también es artificial, separando géneros claramente relacionados como Agave y Yucca (Agavaceae) y Crinum (Amaryllidaceae) y Allium (Alliaceae), como se discute en los tratamientos de cada familia.
El concepto de Liliales como un orden distintivo y separado de otros taxones lilioides como los ubicados en Asparagales y Dioscoreales, se originó con Huber (1969, 1977), cuyas ideas fueron adoptadas posteriormente por Dahlgren et al. (1985). Casi todos los taxones ubicados en el orden fueron considerados como cercanamente emparentados, quizás incluso miembros de una única familia, Liliaceae. Cronquist (1981) ubicó a todas estas familias junto con otras como Velloziaceae y Pontederiaceae en una subclase Liliidae, pero si no eran arborescentes o no tenían hojas reticuladas entonces las ubicaba directamente en Liliaceae. La razón por la que fueron formulados tan amplios conceptos de Liliaceae y Liliidae es que los patrones de caracteres no indicaban subgrupos delimitados claramente, y los autores que segregaron algunos géneros en otras familias no lo hicieron consistentemente. Por ejemplo, Cronquist (1981) segregó Aloe y algunos de sus afines en "Aloaceae", en gran parte porque Aloe tenía algunas especies arborescentes y los otros géneros eran fuertemente suculentos (por ejemplo Haworthia y afines), pero retuvo al altamente emparentado Bulbine en Liliaceae porque era estrictamente herbácea. Sin embargo, Kniphofia, que es herbácea y no es suculenta, la ubicó en Aloaceae porque sus flores e inflorescencias eran "aloeoides". Dahlgren et al.(1985) dejaron a Bulbine y Kniphofia en Asphodelaceae debido a sus cariotipos casi idénticos y fuertemente bimodales, mientras que ubicaron a las demás en Aloaceae (y a las dos familias en Asparagales debido a sus semillas con fitomelaninas).
Tanto el orden Liliales como la familia Liliaceae son aquí delimitadas estrechamente, siguiendo a Dahlgren et al. (1985) y los análisis cladísticos recientes. Huber (1977) y Dahlgren et al. (1985) incluían en el orden a Iridaceae y Orchidaceae, mientras que en los análisis moleculares de ADN estas dos familias aparecen como parte de Asparagales. Además excluían a Melanthiaceae y Campynemataceae (como Melanthiales), que en los análisis de ADN aparecen consistentemente como miembros de Liliales.
El análisis de ADN sobre la secuencia rbcL de Chase et al. (1993) y Duvall et al. (1993) identificaron un clado Liliales que contenía a Alstroemeriaceae, Colchicaceae, Liliaceae, Melanthiaceae, y Smilacaceae. Chase et al. (1995a) agregaron Luzuriagaceae, Philesiaceae, Smilacaceae, y Rhipogonaceae, y también ubicaron en el orden a géneros que previamente habían sido ubicados en las familias Calochortaceae (hoy en Liliaceae), Trilliaceae (hoy en Melanthiaceae) y Uvulariaceae (hoy en Colchicaceae o Liliaceae).
En los análisis cladísticos hechos sobre la morfología (no el ADN) por Chase et al. (1995b) y Stevenson y Loconte (1995), Alstroemeriaceae, Colchicaceae, Liliaceae, y Melanthiaceae formaban un clado, pero las demás familias se ubicaban más alejadas de este clado. Iridaceae (hoy en Asparagales) también fue incluida en Liliales en los dos estudios morfológicos.
El conocimiento de las relaciones dentro de Liliales ha mejorado mucho, pero la delimitación de algunas familias todavía es problemática.

## Filogenia
Introducción teórica en Filogenia
Liliales (sensu APG II 2003) ahora parece ocupar la posición de clado hermano de (Asparagales + Commelinidae).
La monofilia de Liliales está sustentada por análisis cladísticos basados en la morfología y en distintas secuencias de ADN (Chase et al. 1995a, b, 2000, Davis et al. 2004, Fay et al. 2006, Goldblatt 1995, Graham et al. 2006, Hilu et al. 2003, Källersjö et al. 1998, Soltis et al. 2000, Stevenson y Loconte 1995, Vinnersten y Bremer 2001, véase también Chen et al. 2007 para un análisis bayesiano, pero el apoyo de muchas ramas es débil).
Las relaciones filogenéticas putativas dentro del orden son las siguientes:
|  | Alstroemeriaceae                        |
|  |                                         |
|  | Colchicaceae (incl. Uvularia, Disporum) |
|  |                                         |

|  | Smilacaceae                                                                 |
|  |                                                                             |
|  | Liliaceae (incl. Calochortus, Tricyrtis, Scoliopus, Streptopus, Prosartes). |
|  |                                                                             |

|  | Alstroemeriaceae                        |
|  |                                         |
|  | Colchicaceae (incl. Uvularia, Disporum) |
|  |                                         |

|  | Smilacaceae                                                                 |
|  |                                                                             |
|  | Liliaceae (incl. Calochortus, Tricyrtis, Scoliopus, Streptopus, Prosartes). |
|  |                                                                             |

Colchicaceae, Melanthiaceae y Smilacaceae tradicionalmente fueron ubicadas en Liliaceae.
A continuación se brinda el cladograma completo (APWeb, actualizado a julio del 2008, basado principalmente en el análisis de Fay et al. 2006, las relaciones sugeridas por el estudio de rbcL de Janssen y Bremer 2004 son bastante diferentes, pero no incluyó a Petermanniaceae ni a Corsiaceae):
|  | Colchicaceae                                                       |
|  |                                                                    |
|  | \| \| Luzuriagaceae \| \| \| \| \| \| Alstroemeriaceae \| \| \| \| |
|  |                                                                    |
|  | Luzuriagaceae                                                      |
|  |                                                                    |
|  | Alstroemeriaceae                                                   |
|  |                                                                    |

|  | Luzuriagaceae    |
|  |                  |
|  | Alstroemeriaceae |
|  |                  |

|  | Colchicaceae                                                       |
|  |                                                                    |
|  | \| \| Luzuriagaceae \| \| \| \| \| \| Alstroemeriaceae \| \| \| \| |
|  |                                                                    |
|  | Luzuriagaceae                                                      |
|  |                                                                    |
|  | Alstroemeriaceae                                                   |
|  |                                                                    |

|  | Luzuriagaceae    |
|  |                  |
|  | Alstroemeriaceae |
|  |                  |

|  | Rhipogonaceae |
|  |               |
|  | Philesiaceae  |
|  |               |

|  | Smilacaceae |
|  |             |
|  | Liliaceae   |
|  |             |

|  | Rhipogonaceae |
|  |               |
|  | Philesiaceae  |
|  |               |

|  | Smilacaceae |
|  |             |
|  | Liliaceae   |
|  |             |

|  | Colchicaceae                                                       |
|  |                                                                    |
|  | \| \| Luzuriagaceae \| \| \| \| \| \| Alstroemeriaceae \| \| \| \| |
|  |                                                                    |
|  | Luzuriagaceae                                                      |
|  |                                                                    |
|  | Alstroemeriaceae                                                   |
|  |                                                                    |

|  | Luzuriagaceae    |
|  |                  |
|  | Alstroemeriaceae |
|  |                  |

|  | Colchicaceae                                                       |
|  |                                                                    |
|  | \| \| Luzuriagaceae \| \| \| \| \| \| Alstroemeriaceae \| \| \| \| |
|  |                                                                    |
|  | Luzuriagaceae                                                      |
|  |                                                                    |
|  | Alstroemeriaceae                                                   |
|  |                                                                    |

|  | Luzuriagaceae    |
|  |                  |
|  | Alstroemeriaceae |
|  |                  |

|  | Rhipogonaceae |
|  |               |
|  | Philesiaceae  |
|  |               |

|  | Smilacaceae |
|  |             |
|  | Liliaceae   |
|  |             |

|  | Rhipogonaceae |
|  |               |
|  | Philesiaceae  |
|  |               |

|  | Smilacaceae |
|  |             |
|  | Liliaceae   |
|  |             |

|  | Colchicaceae                                                       |
|  |                                                                    |
|  | \| \| Luzuriagaceae \| \| \| \| \| \| Alstroemeriaceae \| \| \| \| |
|  |                                                                    |
|  | Luzuriagaceae                                                      |
|  |                                                                    |
|  | Alstroemeriaceae                                                   |
|  |                                                                    |

|  | Luzuriagaceae    |
|  |                  |
|  | Alstroemeriaceae |
|  |                  |

|  | Colchicaceae                                                       |
|  |                                                                    |
|  | \| \| Luzuriagaceae \| \| \| \| \| \| Alstroemeriaceae \| \| \| \| |
|  |                                                                    |
|  | Luzuriagaceae                                                      |
|  |                                                                    |
|  | Alstroemeriaceae                                                   |
|  |                                                                    |

|  | Luzuriagaceae    |
|  |                  |
|  | Alstroemeriaceae |
|  |                  |

|  | Rhipogonaceae |
|  |               |
|  | Philesiaceae  |
|  |               |

|  | Smilacaceae |
|  |             |
|  | Liliaceae   |
|  |             |

|  | Rhipogonaceae |
|  |               |
|  | Philesiaceae  |
|  |               |

|  | Smilacaceae |
|  |             |
|  | Liliaceae   |
|  |             |

|  | Colchicaceae                                                       |
|  |                                                                    |
|  | \| \| Luzuriagaceae \| \| \| \| \| \| Alstroemeriaceae \| \| \| \| |
|  |                                                                    |
|  | Luzuriagaceae                                                      |
|  |                                                                    |
|  | Alstroemeriaceae                                                   |
|  |                                                                    |

|  | Luzuriagaceae    |
|  |                  |
|  | Alstroemeriaceae |
|  |                  |

|  | Colchicaceae                                                       |
|  |                                                                    |
|  | \| \| Luzuriagaceae \| \| \| \| \| \| Alstroemeriaceae \| \| \| \| |
|  |                                                                    |
|  | Luzuriagaceae                                                      |
|  |                                                                    |
|  | Alstroemeriaceae                                                   |
|  |                                                                    |

|  | Luzuriagaceae    |
|  |                  |
|  | Alstroemeriaceae |
|  |                  |

|  | Rhipogonaceae |
|  |               |
|  | Philesiaceae  |
|  |               |

|  | Smilacaceae |
|  |             |
|  | Liliaceae   |
|  |             |

|  | Rhipogonaceae |
|  |               |
|  | Philesiaceae  |
|  |               |

|  | Smilacaceae |
|  |             |
|  | Liliaceae   |
|  |             |

Alstroemeriaceae (3 géneros, 165 especies, América tropical) es hermana de Luzuriagaceae (2 géneros, 5 especies), nativa de Sudamérica (Luzuriaga ) y Australia y Nueva Zelanda (Drymophila). Las dos familias comparten caracteres vegetativos como el ser enredaderas con hojas resupinadas de forma que la superficie superior durante el desarrollo se vuelve inferior durante la madurez, si bien el ovario es súpero en Alstroemeriaceae. Las dos quizás deban ser combinadas en una sola familia (pero el APWeb todavía, a julio del 2008, las mantiene separadas).
Hermana de (Alstroemeriaceae + Luzuriagaceae) es Colchicaceae, que es nativa principalmente del Viejo Mundo, siendo la única excepción Uvularia (de regiones templadas del Hemisferio Norte). Algunos géneros de Colchicaceae tienen hojas retorcidas (al igual que Alstroemeriaceae y Luzuriagaceae). La colchicina (un alcaloide usado para inhibir la formación del huso acromático y causar la no disyunción cromosómica durante la mitosis, generando una descendencia poliploide) se encuentra en todos los miembros de la familia.
Petermannia fue incluido en Colchicaceae en APG (1998) y APG II (2003), pero ahora se sabe que el ADN utilizado para hacer el análisis vino en realidad de una planta de Tripladenia cunninghamii que había sido mal identificada como Petermannia (M. W. Chase, datos no publicados, citado en Soltis et al. 2005: p.104). La verdadera Petermannia resultó ser hermana de las 3 familias ya mencionadas (Colchicaceae, Alstroemeriaceae y Luzuriagaceae), por lo que puede ser apropiado reinstaurar a la familia Petermanniaceae (como sugieren Soltis et al. 2005 y de hecho lo hace el APWeb).
Melanthiaceae (16 géneros, 170 especies) fue estudiada en detalle por Zomlefer et al. (2001), la familia ahora incluye a los miembros del anteriormente conocido como Trilliaceae. Todos los géneros tienen una distribución en regiones templadas del Hemisferio Norte, salvo un único género, Schoenocaulon, que está presente en Perú, pero puede haber sido llevado allí por humanos (son plantas medicinales). La familia contiene potentes alcaloides. Xerophyllum (dos especies en Norteamérica) es hermano de los géneros del anterior Trilliaceae (Chase et al. 1995a, 1995b, Rudall et al. 2000a). Estas especies están adaptadas a los ambientes xerofíticos (poseen hojas delgadas y graminiformes, y el hábito en una roseta apretada), lo cual contrasta con el hábito de Trillium y afines, que están adaptados a vivir debajo de la canopia de los bosques y tienen hojas reticuladas. Algunos autores (Thorne 1992) consideraron a Veratrum (Melanthiaceae) como una de las monocotiledóneas más primitivas debido a sus hojas reticuladas plicadas, y sus carpelos mayormente sin fusionar, pero está profundamente embebida dentro de Liliales y no está en absoluto relacionada con la base de las monocotiledóneas, lo que quiere decir que es poco probable que haya retenido estos caracteres como primariamente primitivos.
Liliaceae sensu APG está compuesto por muchos menos géneros que en la mayoría de las circunscripciones previas (por ejemplo Cronquist 1981). Sin embargo, como circunscripta por el APG es más amplia que la de otros que hubieran limitado a la familia a sólo los géneros del núcleo relacionados con Lilium (Tamura 1998), que excluían a Calochortus, Prosartes, Tricyrtis, y varios más, ubicándolos en Calochortaceae o Tricyrtidaceae. Liliaceae es exclusiva de regiones templadas del Hemisferio Norte y está compuesta por geófitas con flores muchas veces grandes y punteadas, anteras de dehiscencia extrorsa, y un ovario súpero.
Relacionadas con Liliaceae están Smilacaceae (monogenérica, 315 especies), casi cosmopolita, Philesiaceae (2 géneros monoespecíficos), del sur de Sudamérica, y Rhipogonaceae (monogenérica, 6 especies), de Australasia. No se conocen caracteres fuera de los del ADN que unan a todas estas familias. Smilacaceae, Philesiaceae, y Rhipogonaceae tienen un polen único espinoso (Rudall et al. 2000a), pero nunca formaron un clado en análisis moleculares. Rhipogonum es muchas veces ubicada como hermano de Philesia /Lapageria, por lo que podría ser combinado con ellos, y Smilax es en general hermano de Liliaceae (pero nunca con más de 80 % de apoyo). Fay et al. (2006: bajo apoyo), Givnish et al. (2006: alto apoyo), y Chase et al. (2006) encontraron a Philesiaceae y Rhipogonaceae como taxones hermanos, y a Smilacaceae como hermano de Liliaceae.
Neyland (2002), analizando la variación en el ADNr 26S, sugirió que Corsiaceae (3 géneros, 30 especies, China, Sudamérica y Australasia) fuera asociada con los Liliales. Si bien esta posición tiene sólo débil apoyo molecular, es largamente consistente con la evidencia molecular; Davis et al. (2004) también encontraron a Corsiaceae asociada a este orden.
Melanthiaceae, Campynemataceae (2 géneros, 4 especies, Australasia) y Corsiaceae tienen un patrón poco claro de relaciones con los demás miembros de Liliales. Campynemataceae fue previamente considerada como relacionada con Melanthiaceae (Dahlgren et al. 1985) debido a sus carpelos mayormente sin fusionar, mientras que Corsiaceae fue considerada como relacionada con Burmanniaceae por su historia micoparasítica compartida. Sin embargo, los dos grupos de caracteres son poco confiables: los carpelos libres son potencialmente una simplesiomorfía, mientras que el síndrome de caracteres asociados con la micoheterotrofía es convergente incluso entre eudicotiledóneas y monocotiledóneas con la misma historia de vida. Campynemataceae y Corsiaceae generalmente se ajustan al patrón de caracteres observados entre las familias de Liliales.

## Taxonomía
Introducción teórica en Taxonomía
El orden fue reconocido por el APG III (2009), el Linear APG III (2009) le asignó los números de familia 52 a 61. El orden ya había sido reconocido por el APG II (2003).
Liliales incluye 10 familias y cerca de 1300 especies, las familias más grandes son Alstroemeriaceae, Liliaceae, Colchicaceae, Smilacaceae, y Melanthiaceae.
La lista completa de familias, según el Angiosperm Phylogeny Website (a enero del 2011) que coincide con la del APG III, los números de familia asignados según el LAPG III (2009):
- Campynemataceae (familia n.º 52)
- Melanthiaceae (familia n.º 53)
- Petermanniaceae (familia n.º 54)
- Alstroemeriaceae (familia n.º 55)
- Colchicaceae (familia n.º 56)
- Philesiaceae (familia n.º 57)
- Rhipogonaceae (familia n.º 58)
- Smilacaceae (familia n.º 59)
- Corsiaceae (familia n.º 60)
- Liliaceae (familia n.º 61)

El sistema de clasificación APG II (2003) utilizaba esta circunscripción:
- Alstroemeriaceae
- Campynemataceae
- Colchicaceae
- Corsiaceae
- Liliaceae
- Luzuriagaceae
- Melanthiaceae
- Philesiaceae
- Rhipogonaceae
- Smilacaceae

Petermannia estaba incluida en Colchicaceae, hoy se sabe que se debió a un error, por eso el APWeb y el APG III le otorgan una familia separada. Además, el APG III anida Luzuriagaceae dentro de Alstroemeriaceae.
En el sistema de clasificación APG (1998), la circunscripción era la siguiente:
- Alstroemeriaceae
- Campynemataceae
- Colchicaceae
- Liliaceae
- Luzuriagaceae
- Melanthiaceae
- Philesiaceae
- Ripogonaceae [sic]
- Smilacaceae

Faltaba la familia Corsiaceae, que se determinó posteriormente que era una lilial basal.
El sistema de Cronquist (1981) ubicó al orden en la subclase Liliidae en la clase Liliopsida [= monocotiledóneas] de la división Magnoliophyta [= angiospermas]. La circunscripción era mucho más amplia (muchas de estas plantas ahora están ubicadas en Asparagales y Dioscoreales):
- Agavaceae
- Aloaceae
- Cyanastraceae
- Dioscoreaceae
- Haemodoraceae
- Hanguanaceae
- Iridaceae
- Liliaceae
- Philydraceae
- Pontederiaceae
- Smilacaceae
- Stemonaceae
- Taccaceae
- Velloziaceae
- Xanthorrhoeaceae

El sistema Thorne (1992) ubicó al orden en el superorden Lilianae de la subclase Liliidae [= monocotiledóneas ] de la clase Magnoliopsida [= angiospermas] y utilizó esta circunscripción:
- Alstroemeriaceae
- Campynemataceae
- Colchicaceae
- Iridaceae
- Liliaceae
- Melanthiaceae
- Trilliaceae

El sistema Dahlgren (1985) ubicó al orden en el superorden Lilianae en la subclase Liliidae [= monocotiledóneas] de la clase Magnoliopsida [= angiospermas] y utilizó esta circunscripción:
- Alstroemeriaceae
- Calochortaceae
- Colchicaceae
- Iridaceae
- Liliaceae
- Uvulariaceae

En el sistema de clasificación de Engler (última actualización en 1964) un orden similar fue llamado Liliiflorae, ubicado en la case Monocotyledoneae de la subdivisión Angiospermae. Hoy está prohibido por el Código Internacional de Nomenclatura Botánica utilizar ese nombre para un orden (debido a que su sufijo no cumple con las reglas), pero sí se podría usar para un superorden.
El sistema Wettstein, con su última revisión en 1935, usó nombres similares a los del sistema Engler: el orden fue llamado Liliiflorae y ubicado en la clase Monocotyledones de la subdivisión Angiospermae. En esta circunscripción el orden era similar al de Cronquist.
Otro nombre que se utilizó anteriormente para el orden fue Coronarieae en el sistema de Bentham y Hooker.
Sinónimos: Alstroemeriales Hutchinson, Campynematales Doweld, Colchicales Dumortier, Liriales K. Koch, Melanthiales Reveal, Paridales Dumortier, Smilacales Lindley, Veratrales Dumortier - Lilianae Takhtajan, Melanthianae Doweld - Liliidae J. H. Schnaffner - Liliopsida Batsch, Liriopsida Brongniart.

## Evolución
El grupo troncal Liliales está datado en unos 124 millones de años hasta el presente, el grupo corona Liliales en unos 117 millones de años hasta el presente (Janssen y Bremer 2004), estas estimaciones son bastante diferentes de las de Bremer (2000) que las consideraba más jóvenes.

### Lecturas sugeridas
- Rudall, P.; Stobart, K. L., Hong, . -P., Conran, J. G., Furness, C. A., Kite, G. C., y Chase, M. W. (2000). «Consider the lilies: systematics of Liliales.».  En Wilson, K. L. y Morrison, D. A., ed. Monocots: Systematics and evolution. (CSIRO Publ. edición). Collingwood, Australia. pp. 347-359.  mucha información incluyendo un resumen de la variación del polen.
- Handa, K.; Tsuji, S., y Tamura, M. N. (2001). «Pollen morphology of Japanese Asparagales and Liliales (Lilianae).». Japanese J. Hist. Bot. 9: 85-125.  para el polen de los representantes japoneses.
- Vijayavalli, B.; P. M. Mathew (1990). Cytotaxonomy of the Liliaceae and allied families. Kerala, India: Continental Publishers.  para algunos detalles de citología.
- Tamura, M. (1995).  P. Hiepko, ed. Die natürlichen Pflanzenfamilien ... Band 17 a IV. Angiospermae: Ordnung Ranunculales. Fam. Ranunculaceae. Berlin: Duncker & Humblot. para algunos detalles de citología.
- Oganezova, G. H.; Koizumi, Y., Yokota, M., y Tsukaya, H. (2000). «Systematic position of the Trilliaceae, Smilacaceae, Herreriaceae, Tecophilaeaceae, Dioscoreaceae families and the volume and phylogeny of the Asparagales (based on seed structure).». Bot. Zhurn. 85 (9): 9-25.  para los óvulos.